# Allium lagarophyllum
Allium lagarophyllum là một loài thực vật có hoa trong họ Amaryllidaceae. Loài này được Brullo, Pavone & Tzanoud. mô tả khoa học đầu tiên năm 1993.